# Bothrops jonathani
Bothrops jonathani este o specie de șerpi din genul Bothrops, familia Viperidae, descrisă de Harvey 1994. Conform Catalogue of Life specia Bothrops jonathani nu are subspecii cunoscute.